# Lomaspilis marginata
Lomaspilis marginata là một loài bướm đêm trong họ Geometridae.

## Hình ảnh

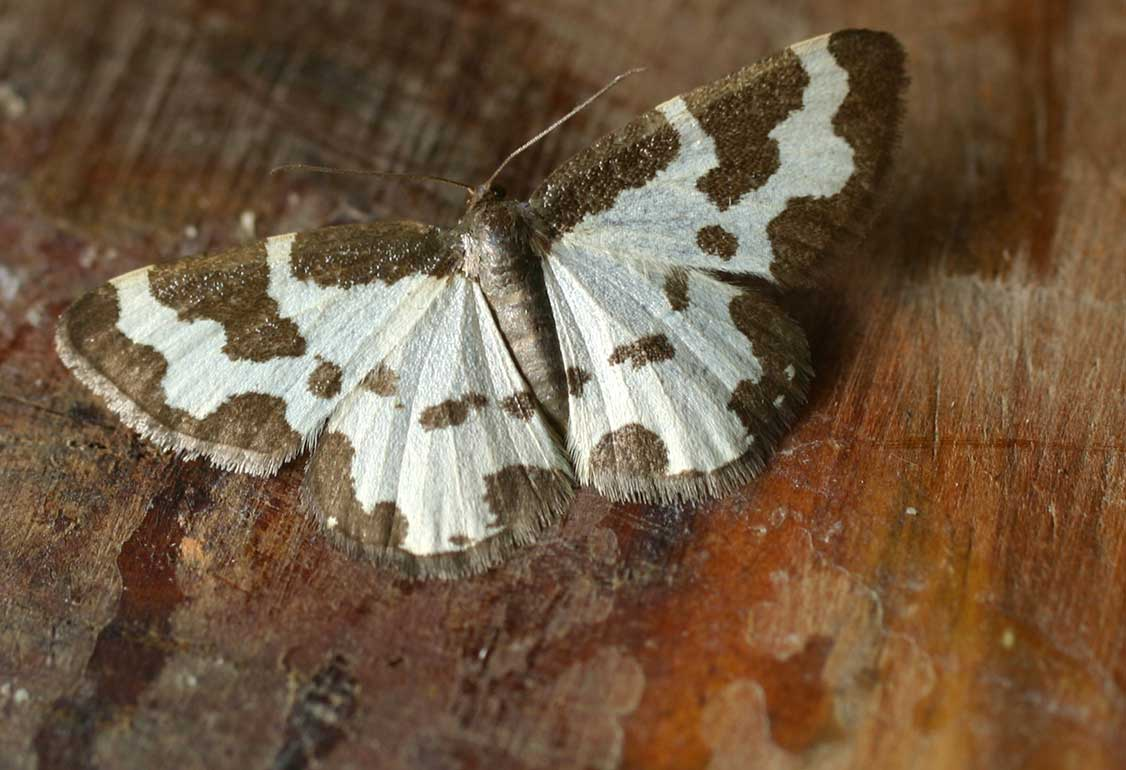
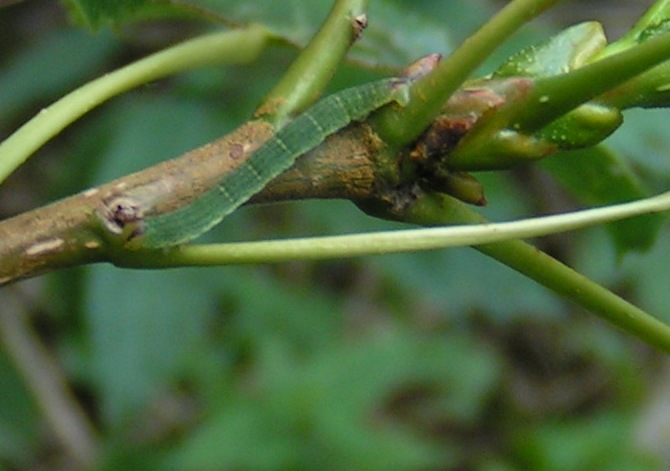
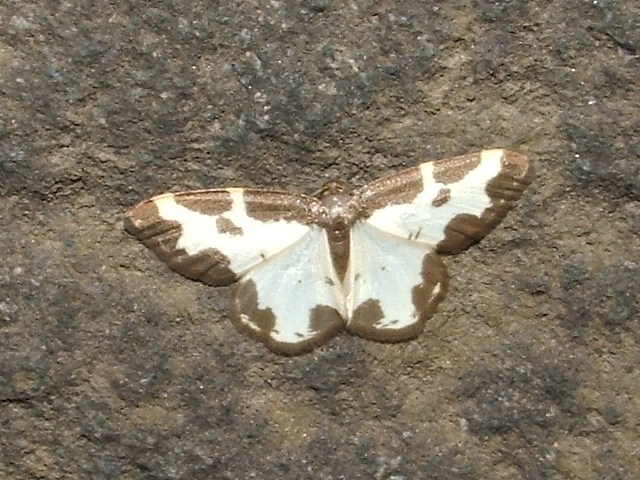
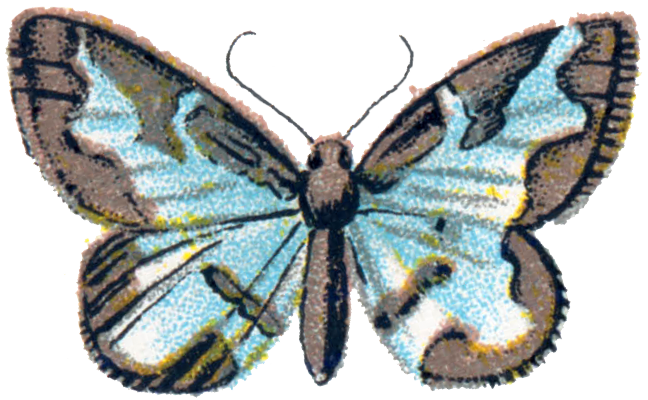